# Неліпа Максим Володимирович
Максим Володимирович Неліпа (16 жовтня 1976, Київ — 12 травня 2025, Дніпро, Україна) — український актор та телеведучий. Учасник проєктів «Дизель студіо» (скетч-ком «На трьох», концертне шоу «Дизель Шоу»). Військовий ЗСУ у званні старший лейтенант під час російського повномасштабного вторгнення.

## Життєпис
Народився 16 жовтня 1976 року у Києві. Закінчив Київський політехнічний інститут, отримав професію «інженер-приладобудівник». Зірка «КВК» (капітан команди «Ковбої політеху»).

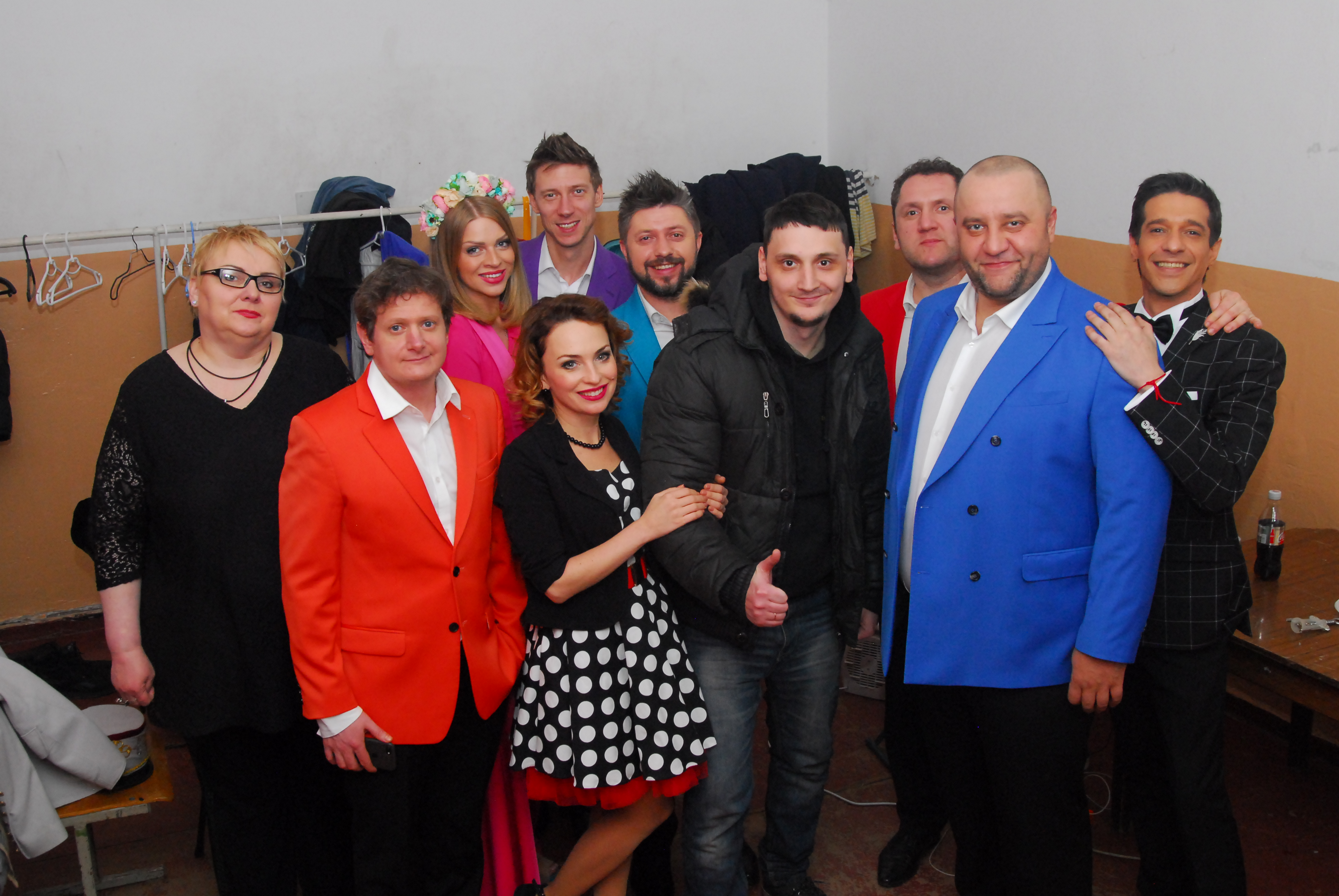
З «Дизель Студіо», 2018, Мелітополь

Шоумен та ведучий проєктів на українському телебаченні: «Програй мільйон» («ICTV», 2004—2006), «Погода» (2007—2009), квартирна лотерея «Хто там?» (УТ-1 та 1+1, 2004—2011). Ведучий проєкту «Народна зірка» («Україна», 2010—2011). Учасник другого та третього сезонів українського варіанту телепроєкту «Танці з зірками» (2007) — виступав в парі із Оленою Шоптенко. Ведучий «Чорноморських ігор» (2002), агітаційного концерту на підтримку кандидата у президенти України Віктора Януковича (Донецьк, 2004).
Працював інженером-програмістом 2 категорії в науково-виробничому підприємстві «ОМІТех» (Київ). З 8 липня 2020 по 24 лютого 2022 року – інженер-програміст 1 категорії групи автоматизованих систем радіаційного контролю відділу автоматизованих систем керування радіаційного контролю вимірювального центру радіаційного-екологічного моніторингу та радіаційного-дозиметричного контролю Державного спеціального підприємства «Екоцентр» (Чорнобиль). Вів підприємницьку діяльність, маючи компанію, зареєстровану на колишню дружину.

### Участь у російсько-українській війні
У 2014 році Неліпа розповів у інтерв'ю, що отримав повістку і не мав наміру ухилятися від служби.
2 березня 2022 року, після повномасштабного вторгнення Росії до України, долучився до ТрО, згодом вступив до ЗСУ Був долучений до Сил безпілотних систем.
Старший лейтенант Максим Неліпа загинув у бою 12 травня 2025 року. Церемонія прощання відбулася у ПК КПІ. Похований на Байковому кладовищі.

## Телевізійна кар'єра
- 2004—2006 — «Програй мільйон» («ICTV»)
- 2004—2011 — квартирна лотерея «Хто там?» («УТ-1» та «1+1»)
- 2007 — «Танці з зірками» (другий та третій сезони)
- 2007—2009 — «Погода»
- 2010—2011 — «Народна зірка» («Україна»)

## Фільмографія
| Рік  | Назва                    | Роль                            | Примітки        |
| ---- | ------------------------ | ------------------------------- | --------------- |
| 2008 | Здивуй мене              | Максим, тренер і коханець Інги  |                 |
| 2009 | Як козаки…               | конферансьє в корчмі            |                 |
| 2012 | Байки Мітяя              | ведучий чемпіонату з рибальства |                 |
| 2012 | Небесні родичі           | ведучий                         |                 |
| 2015 | Одного разу під Полтавою | Богдан Лапутько                 | Серія «Аферист» |

### Дубляж
- 2008 — «Вольт» (мультфільм) — Бугай («Le Doyen Studio»)

## Родина
Був тричі одружений, з останньою дружиною, з якою одружилися у грудні 2003, Тамарою, що взяла його прізвище, пізніше розлучилися через сімейні негаразди і розбіжності у фінансових питаннях, що виникли під час шлюбу і призвели до накопичення великих боргів.. Виховував сина Артема та доньку Марію.